# A Perfect Circle
«A Perfect Circle» — американський музичний гурт, що виконує альтернативний рок. Заснований 1999 року, ініціатор — Біллі Гавердел.

## Історія
Гурт був заснована Біллі Гаверделом — гітарним техніком, що працював з Nine Inch Nails, The Smashing Pumpkins, Fishbone, Guns N' Roses і Tool. Мейнард Джеймс Кінан, вокаліст Tool, почувши демозаписи Біллі, сказав що, якщо той створить гурт, то він готовий стати їх вокалістом. Гавердел після деяких сумнівів погодився, попри те, що спочатку хотів, щоб в гурті був жіночий вокал. Також до них приєдналися басистка і скрипалька Пез Леншантін, гітарист Трой ван Льюен який спочатку грав у Failure і барабанщик Тім Олександр з Primus.

### Mer de Noms (1999—2001)
Після серії репетицій і виступів на розігріві в інших команд, APC починають записувати студійний альбом «Mer de Noms» (фр. Море імен). Тім Олександр незабаром був замінений Джошем Фрісом з The Vandals, однак у пісні «The Hollow» все ще можна почути гру Тіма. Після завершення альбому, гурт бере участь у кількох турах в США і Канаді.

### Thirteenth Step (2002—2003)
До запису другого альбому A Perfect Circle готувалися вже без двох своїх музикантів: Пез Леншантін і Троя ван Льюена. Пез приєдналася до гурту Zwan, а Трой — до Queens of the Stone Age. Однак Леншантін до того часу записала майже всі партії для бас-гітари для нового альбому. На місце залишивших гурт музикантів були прийняті Джорді Вайт (також відомий як Твіггі Рамірез), колишній басист Marilyn Manson, і гітарист Денні Лонер. Однак, Лонер не підійшов гурту як другий гітарист, і на новому альбомі його можна почути тільки в пісні «The Noose». Місце Денні Лонера зайняв Джеймс Іга з The Smashing Pumpkins.
Записавши другий альбом Thirteenth Step 16 вересня 2003, гурт провів залишок року в турах по Північній Америці, Європі і Японії. У 2004 APC продовжили тури по Австралії, Японії, Новій Зеландії та Європі, завершивши тур навесні виступами в США.

### eMOTIVe (2004)
Третій альбом «eMOTIVe» був записаний 2 листопада 2004 (день виборів в США) і містить кавери на антивоєнні пісні таких музикантів, як Джон Леннон і Джоні Мітчелл. 16 листопада 2004, гурт випустив DVD / CD-комплект названий «aMotion». На ньому представлені відеокліпи, які раніше не видавалися, а також бі-сайди і ремікси. Режисером кліпу до пісні «Judith» (2000) був Девід Фінчер.

### Перерва (2006—2008)
Деякий час майбутнє A Perfect Circle залишалося неясним. В інтерв'ю французькому журналу «Rock Hard» Кінан сказав, що вважає APC завершеним проєктом і в найближчому майбутньому змін не передбачається. Біллі Гавердел підтвердив його слова і сказав, що не планує запису нового альбому або концертних турів.
На офіційному сайті A Perfect Circle можна побачити запис датований 19 вересня 2006: "Сплячий повинен прокинутися! Привіт! Вибачте, деякий час від нас не було звісток. Були зайняті. Біллі занурений у роботу над сольним проєктом, а я гастролюю з TOOL, працюю над сайтом www.puscifer.com і ще до всього іншого роблю вино. Не можу сказати коли Біллі закінчить записувати новий матеріал, але я чув багатообіцяючі прогнози. Я забув опублікувати тексти пісень з «13th step» та «eMotive», я цим скоро займуся. Так що заходьте частіше. Бувайте. mjk "
Возз'єднання (2008 — …)
9 грудня 2008 Кінан заявив, що він і Біллі Гавердел пишуть новий матеріал для A Perfect Circle, і що в їх плани поки що не входить продовження повноцінного турне і навіть запис альбому. Замість цього вони зосередять увагу на парі композицій, які швидше за все будуть випущені через інтернет.
7 квітня 2009 гурт випускає свій перший реліз після перерви — міні-альбом «Deep Cuts», що складався з трьох концертних записів і однієї демокомпозиції матеріалу «Mer de Noms»; а 17 вересня Кінан заявив про те, що новий матеріал вже на підході.
27 жовтня 2010 гурт дає концерт на шоу Джиммі Кіммел на каналі ЕйБіСі. У листопаді цього року відбудеться тур по території США.
29 червня 2011 на концерті в Портленді (штат Орегон) гурт виконав нову композицію «By & Down». За словами Біллі Гавердела на цей момент гурт не планує випускати новий повноцінний альбом. Швидше за все мова йде про міні-альбоми, або про зведення нових пісень до збірки з виданим раніше матеріалом.

## Учасники
- Джеймс Мейнард Кінан (вокаліст)
- Біллі Гавердел (гітара)
- Джош Фріс (ударні)
- Джеймс Іга (гітара)
- Мет МакДжанкінс (бас-гітара)

## Дискографія
Студійні альбоми
- Mer de Noms (2000)
- Thirteenth Step (2003)
- eMOTIVe (2004)
- Eat the Elephant (2018)

Відео альбоми
- Amotion (2004)

### Сингли
- Judith
- 3 Libras
- The Hollow
- Weak and Powerless
- The Outsider
- Blue (пісня A Perfect Circle)|Blue
- Imagine
- Passive
- By and Down

## Кліпи
- «Judith» з альбому Mer de Noms
- «3 Libras» з альбому Mer de Noms
- «Thinking of You» з альбому Mer de Noms
- «Weak and Powerless» з альбому Thirteenth Step
- «The Outsider» з альбому Thirteenth Step
- «Blue» з альбому Thirteenth Step
- «Counting Bodies Like Sheep To The Rhythm Of The War Drums» з альбому eMOTIVe
- «Imagine» з альбому eMOTIVe
- «Passive» з альбому eMOTIVe (directed by Brothers Strause)